# Sofía Espinosa
Sofía Espinosa Carrasco (Città del Messico, 22 settembre 1989) è un'attrice messicana.

## Biografia
Nel 2006 è stata la co-protagonista di La niña en la piedra, un film drammatico diretto da Maryse Sistach. Per tale interpretazione, ottenne una nomination per il Premio Ariel come miglior attrice.

## Filmografia
- The Girl on the Stone, regia di Marisa Sistach (2006)
- L'isola dei sogni, regia di José Pepe Bojorquez (2006)
- El brassier de Emma, regia di Marisa Sistach (2007)
- The Kid: Chamaco, regia di Miguel Necoechea (2009)
- I Miss You, regia di Fabian Hoffman (2010)
- Alicia, Go Yonder, regia di Elisa Miller (2010)
- Los Banistas, regia di Max Zunino (2014)
- Gloria, regia di Christian Keller (2014)
- Asteroide, regia di Marcello Tobar (2014)
- Tales of Mexico, regia di Carlos Bolado e Natalia Beristain (2016)
- La Gran Promesa, regia di Jorge Ramirez Suarez (2017)
- Bruna, regia di Max Zuimo (2017)

## Riconoscimenti
- Premio Ariel
  - 2016 – Miglior attrice per Gloria